# Siphonoperla libanica
Siphonoperla libanica is een steenvlieg uit de familie groene steenvliegen (Chloroperlidae). De wetenschappelijke naam van de soort is voor het eerst geldig gepubliceerd in 1992 door Alouf.